# Исчезнувшие населённые пункты Татарстана
Исчезнувшие населённые пункты Татарстана — селения, существовавшие на территории современной Республики Татарстан.
В силу разных причин они были покинуты жителями, или включены в состав других населённых пунктов.

## Преамбула
В XX — начале XXI вв. в России исчезло свыше 150 тысяч сельских населённых пунктов, в том числе в Татарстане — более 1200.
По данным Всероссийских переписей населения 2002 и 2010 гг., в Татарстане продолжается обезлюдивание сельских населённых пунктов: в 2002 году 36 селений, в 2010 — 49 не имели жителей. В 252 селениях республики проживает менее 10 человек

## Перечень
В перечень включены: названия населённых пунктов, его тип, название на татарском языке. 

### Агрызский район
- Амфионова, хутор
- Ареминский
- Арзамасцево (тат. Арзамас)
- Атнагулово (тат. Атнагул)
- Бакеевский
- Бетцемясы (тат. Бетсәмәс)
- Богородск
- Большое Азеево
- Бородино
- Буляк (тат. Бүләк)
- Васильево Починок
- Вдовкина, хутор
- Верхние Табарли
- Верхний Терс
- Водяная Мельница
- Георгиевский
- Глухова И., хутор
- Глухова М., хутор
- Городищенский
- Гурьевский (тат. Гурьевка)
- Дерновск (тат. Дерново)
- Дубовикова, хутор
- Дубово
- Еникеево, хутор
- Завод Урняк (тат. Завод Үрнәк)
- И. З. Горки Починок
- Ибрай-Ильинский Починок
- Ивановский
- Ильинский
- Иркен
- Иске-Шурюр (тат. Иске Шүрәр)
- Казанский Починок
- Карпаты, посёлок
- Карпаты, хутор
- Касин
- Колпакова, хутор
- Коробейникова, хутор
- Кошада
- Красильникова, хутор
- Красная Горка
- Красная Звезда
- Красная Москва
- Краснопёрова
- Кунгурово (тат. Көнгер)
- Куянла (тат. Куянлы)
- Ленинский
- Луч Взаимопомощи
- Лучниково
- Малиновый Ключ
- Малый Курак
- Меркуловский
- Михайловка
- Мурыгина, хутор
- Мушук
- Нижний Терс
- Никольский
- Новое Камаево (тат. Яңа Камай)
- Новый Мадык
- Петербургский Ключ
- Петровский
- Петропавловский
- Поляны, населённый пункт
- Поляны, посёлок
- Поповых, хутор
- Русские Танцари
- Рыболовлева Рысово
- Сапожникова, хутор
- Сборный
- Свобода
- Средний Лог (тат. Урта Лог)
- Старое Аккузино (тат. Иске Аккүз)
- Татарстан
- Тепляково, хутор
- Трудовик
- Унсара
- Урал
- Чаж
- Чулпан
- Шерлин, хутор
- Шульмина, хутор
- Якшур
- Ярославский
- Ярунцево (тат. Юрунцовский)

### Азнакаевский район
- Алтово (Алты)
- Бакай-Елга
- Безменовка
- Боловка
- Бугаевка
- Вятский
- Галимовка (Галим)
- Григорьевка
- Еланкуль (Елан Күл)
- Зверевка
- Зирекле Елга
- Ивановка
- Каинкуль (Каен Күл)
- Картали Елга (Карталы Елга)
- Кзыл Буляк (Кызыл Бүләк)
- Кзыл Яр (Кызыл Яр)
- Кзыл-Чишма (Кызыл Чишмә)
- Кордун
- Куатле Елга (Куатлы Елга)
- Кучле Буляк (Көчле Бүләк)
- Маслозавод
- Монашкино
- Моревка
- Наратлы (Наратлы Елга)
- Новый Ташлыяр
- Новый Чекан
- Ободовка (Оводовка, Сводовка, Садовка)
- Орловка
- Павловка
- Пахарь
- Роза
- Сасыкуль (Сасы Күл)
- Светлый
- Стерлибаш (Стәрлебаш)
- Сукано-Баклов
- Такмаклы
- Тимашево
- Ударник (Винзавод)
- Урняк (Үрнәк)
- Урняк Татарский (Татар Үрнәге)
- Урняш (Урнәш)
- Урсай-Ключ (Урсай Чишмә)
- Уряз
- Фаевка
- Холмовка
- Чаганлы
- Чулпан
- Шкаповка
- Яктаган
- Янга Турмыш (Яңа Тормыш)
- Яшлау (Яшләү)

### Аксубаевский район
- Ак Мечеть (Марский)
- Большая Кулаковка
- Киреметьевский Совхоз
- Кладенец (Гладиловка)
- Ключи
- Красная Поляна
- Малая Кулаковка
- Михайловское
- Николинская Горка
- Ново-Богородское
- Носовка
- Образцовый
- Петровский Выселок
- Покровка
- Русское Барское
- Сталин
- Удельное Енорускино
- Херлесел
- Ямбай

### Актанышский район
- Абдулино (тат. Абдулла)
- Алма Ата
- Афанасьевка
- Байбулат
- Бишкумачево (тат. Бишкомач)
- Буранчы
- Дербёшкинский
- Зиланово (тат. Елан)
- Зириклы (тат. Зирекле)
- Ик
- Ильтимирово (тат. Илтимер)
- Каенлы Зиляково (тат. Каенлы Җиләк)
- Калтау
- Карангы
- Кзыл Юлдуз (тат. Кызыл Йолдыз)
- Кичнарат (тат. Кич-Нарат)
- Куньтеево (тат. Күнти)
- Луговой
- Мари Каракулево
- Мари Ямалы
- Мартыново
- Мастеево (тат. Наратлы)
- Нижнее Акбязово (тат. Түбән Акбәз)
- Нижний Такталачук
- Нижняя Покровка
- Новое Биксентеево (тат. Яңа Бикчәнтәй)
- Новое Поисево
- Новое Султангулово (тат. Яңа Солтангыл)
- Новое Тлякеево (тат. Яңа Төляки)
- Новый Кулягеш
- Новый Путь
- Озынкулово
- Пичман Елга
- Русское Азибеево
- Сармак
- Сафарово (тат. Сәфәр)
- Суранчак
- Сыртланово
- Тальдеево
- Тарыш
- Татарская Азметь (тат. Татар Әҗмәте)
- Ташлияр (тат. Ташлыяр)
- Тимеркул (тат. Тимер Күл)
- Узунгулово (тат. Озын Күл)
- Уманаево
- Урдалы
- Чапкын
- Чирам Кулак
- Чишма (тат. Чишмә)
- Чиялек Якты
- Янаул (колхоз «Победа») (тат. Яңа Авыл)

### Алексеевский район
- Большая Казначка
- Бурцево
- Вечковых хутор
- Вишнёвск
- Возрождение
- Вольное Муллино
- Вурман Кассы
- Григорьевка
- Дальный Проток
- Дмитриевка
- Ермаковский
- Зелёный Бор
- Золинский
- Калинино
- Кошаново
- Кузькино
- Лесной
- Медвежья Лапа
- Мецкали
- Нижнее Левашево
- Николаевский Баран
- Новая Калиновка
- Ново-Егоркино
- Нургали
- Орешкино
- Покровское Подворье
- Пронино
- Рассвет
- Рейн
- Рукав
- Сабанча (Сабанчы)
- Сельхозяин
- Семёновка
- Сермус
- Солонцы
- Суслово
- Сутермино
- Утаённые Выселки
- Хаметзяновский
- Чувашская Культура
- Шалба
- Ясная Поляна

### Альметьевский район
- Абрамовка
- Бикмурасово (Бәкморас)
- Гильмановка (Гыйлман)
- Гульбакча
- Давлетово (Дәүләт)
- Керлей
- Коммуна
- Красная Поляна
- Кублицкая
- Мочиловка
- Новая Ильтень
- Олимпиадовка
- Осталькино
- Чишма (Чишмә)
- Юсупкино

### Алькеевский район
- Атлама
- Белозёрский (Белозёрка)
- Грязнуха
- Даниловка
- Звезда
- Еряпкино д.[2]
- Казанская Поляна
- Кунцус
- Лобовка
- Нижняя Меляша
- Нижняя Хурада
- Николаевка
- Павла Кузьмина Посёлок
- Прогресс
- Пушкин Завод
- Русский Городок
- Русское Ахметево
- Студенец (Русский Студенец?)
- Уголок Ленина
- Чёрная Речка пос.[2]
- Якимова Стрелка

### Апастовский район
- Байлют
- Коммуна
- Красный Пахарь
- Морозова Поляна (Будённовка)
- Ровные Ключи
- Смирновка (тат. Кәрләнти)
- Туйбахтино
- Христофоровка (Доброе)

### Арский район
- Александровка
- Артель Брек (Берек)
- Бекренёв хутор
- Вознесенский Починок
- Гремячка
- Грукино
- Землероб
- Кзыл Сарай (Кызыл Сарай)
- Красное Поле
- Кульбаш (Күлбаш)
- Малая Серда (Кече Сердә)
- Малое Кодряково
- Нижний Азяк (Түбән Әҗәк)
- Никольская Бужа
- Никольская Слобода
- Новая Атня (Яңа Әтнә)
- Пашково
- Покровка
- Рождественский
- Романова хутор
- Сталин
- Толчишма (Талчишмә)
- Хвостова Бужа
- Шеленгур
- Янали Починок (Яңа Пүчинкә)

### Атнинский район
- Байчуги
- Дворовый Уртём
- Кабакса
- Малые Шухаты (Кече Шухат)
- Наянгуш (Наянгыш)
- Ново-Кулларово (Яңа Коллар)
- Средняя Атня (Урта Әтнә)
- Сунгурово

### Бавлинский район
- Ак Буа
- Андреевых хутор
- Аптразак (Әбдерәззәк)
- Благовский
- Благодел
- Большое Лукино (Татарстан)
- Верхний Ямаш (Югары Ямаш)
- Верхняя Кармалка
- Григоричево
- Демьянов Угол
- Дубашево
- Зайпи (Зәйпе)
- Зверева хутор
- Зирекле Каран
- Зириклы Елга (Зирекле Елга)
- Иске-Илга (Иске Елга)
- Калинина хутор
- Королькова хутор
- Красный Ключ
- Лукино
- Малая Дымская
- Малое Лукино
- Малые Бавлы (Кече Баулы)
- Мельничный
- Мышеевка
- Нижние Кармалы (Түбән Кармалы)
- Нижняя Сула
- Николаевых Посёлок
- Новое Поле
- Носовка
- Пупина Посёлок
- Родниковка
- Саловатово (Салават)
- Совхоз №2
- Солдатский Кандыз
- Средняя Сула
- Сулейманово (Сөләйман)
- Татарстан
- Тульниково
- Хезмет (Хезмәт)

### Балтасинский район
- Ардаял
- Барандашур
- Бикбулат (Бәкбулат)
- Кармала-Биктимир (Кармал Бәктимер)
- Мунигерь (Менәгәр)
- Серда Починок
- Тлогур
- Токтамыш Куюк (Туктамыш Көек)
- Куюкбаш

### Бугульминский район
- Алфёрова Поляна
- Афанасьевка
- Балахонцева хутор
- Бахча Посёлок
- Башировка
- Бобровая Поляна
- Бобровка
- Боровка
- Быстровка
- Верхний Зай
- Вишнёвка
- Горн
- Горный Ключ
- Дачка
- Емельяновск
- Еникуцево
- Ермакова хутор
- Зайский
- Заячий
- Зелёная Горка
- Зиновьева хутор
- Знаменка
- Зубашевский
- Инково
- Казачий
- Кармал Круг
- Киргиз-Ямаш
- Колотовский
- Котловка
- Красная Заря (Татарстан)
- Красная Энергия (Кызыл Энергия)
- Красное Знамя
- Красный Дворец
- Крым
- Кузнецкий Посёлок
- Левашевка
- Лесная Поляна
- Липовка
- Малая Покровка
- Малое Гуляево
- Мартын
- Мемля
- Миллер
- Мужичёк
- Муравейник
- Никольский
- Новое Чирково
- Новый Мордвин
- Ольгинский
- Осиновая Гарь
- Перворечка
- Перуцкий хутор
- Письмянский
- Подаровка
- Приозёрный
- Прогонный Дол
- Рудничный
- Савкино Стойло
- Самбай
- Светлый Ключ
- Северный хутор
- Соединённый
- Солдатский Ключ
- Сосновый Урым
- Студёная Головка
- Трышинский
- Уремский
- Усановка
- Хутора
- Хуторский
- Чаттамак
- Чашин
- Черкаран
- Чершила (Чыршылы)
- Чилан-Декуль (Елан Күл)
- Шепелева хутор
- Шум
- Экономический

### Буинский район
- Авангард
- Алексеевка
- Андреевка
- Беденьга (Кызыл Биденгә)
- Восход Солнца
- Искра
- Кзыл-Каин (Кызыл Каен)
- Кокуй
- Космовский
- Красная
- Красное
- Сюндюково
- Курени
- Куренский Выселок
- Марс
- Недремаевка
- Петровка
- Ракитовка
- Саракамыш
- Сеушево (Сауыш)
- Сюкеево Починок (Сүкәй Пучинкасы)
- Тан (Таң)
- Утинка (Утинкино)
- Хорново
- Чабры
- Черепаново
- Чипчиги (Чыпчык)
- Ягодная (Ягоднино)

### Верхнеуслонский район
- Благовещенская
- Валидово (Вәлидов)
- Винный Завод
- Волково
- Вольная
- Воля и Труд
- Восток
- Восточная
- Гаврилково
- Георгиевский (Смычка)
- Гордеевка
- Дача Лисина
- Детский Дом
- Зарубинский
- Знамя
- Труда
- Идель
- Ире
- Кисилёвка
- Ключ
- Красный
- Сокол
- Крутой
- Овраг
- Культура
- Ленино
- Лесничье Свияжское
- Луковский хутор
- Луч Солнца
- Маркина Поляна
- Матвеевка
- Нива
- Николаевская Слобода
- Новая Россия
- Ново-Полянское
- Ново-Сергеево
- Новый Путь
- Носкова
- Островная
- Отволжская
- Паутский
- Пахарь
- Передовой
- Покровский №1, 2, 3, 4
- Поленина хутор
- Прогресс
- Самбуровка
- Северная
- Стружкина Мельница
- Тарловка Троицкая
- Троицкий
- Троицкий
- Трудовой Путь
- Чухманка
- Шевлягино
- Шура
- Юго-Западная
- Якубовский (Якуб)

### Высокогорский район
- Аки (Әки)
- Акинская Поляна
- Алатбаш
- Бирсаково
- Большие Клыки
- Веге
- Верхняя Угрюмовка
- Владимировка
- Воскресенское
- Вознесенское
- Грыжбай
- Дубровка
- Дубровка
- Заря
- Мелиновка
- Мишавка
- Надеждино
- Нижняя Угрюмовка
- Николаевка
- Новая Горка
- Кадышево
- Киндери
- Крутоовражка
- Луки
- Малая Елань
- Малые Дербышки
- Малые Клыки
- Малый Горный Куюк (Кече Таукөек)
- Новая Сосновка
- Новосёлок
- Петрова Белка (Петровка Белянка)
- Покрытый Луч
- Санаторий Крутушка
- Сидорова Пустошь
- Старая Горка
- Старое Курманаево
- Сулянгур (Сүләнгер)
- Тогашево
- Толмачи
- Урал
- Чебакса
- Шапшинский
- Юнусово
- Янга Чишма (Яңа Чишмә)

### Дрожжановский район
- Малое Ильмово
- Новый Саплыг (Яңа Саплык)
- Русская Бездна
- Русское Дуваново
- Северный
- Эштебень

### Елабужский район
- Борисово (тат. Каенлык)
- Вахитово (Вахитов)
- Малиновка
- Новая Купча
- Новый Ключ
- Первомайское

### Заинский район
- Алексеевский
- Андреевский хутор
- Баклановка
- Балтаево Второе
- Балтаево Первое
- Бельский
- Бочкарёва-Соловьёва хутор
- Венера
- Весел
- Волошинский
- Второй хутор
- Елтань
- Заинский Кордон
- Заря
- Идрисовский (Идрис)
- Киргизская Поляна
- Колашников хутор
- Комаровка
- Компас
- Красная Звезда
- Красный Яр (Красноярский)
- Малиновский
- Малый Батрас
- Новосёловка
- Новый Савалеевский Посёлок
- Озёровка
- Первый хутор
- Полянский Угол
- Пролетарская Свобода
- Просвет
- Пустынка
- Рудники
- Рябиновка
- Сиренькино
- Соловьёвка
- Средний Лок
- Таганрог
- Хмельная Поляна
- Чайка
- Чулпан

### Зеленодольский район
- Бикет (Бикәт)
- Большие Юрты
- Верхние Вязовые
- Ильинка
- Куземкино
- Нижняя Слобода
- Новые Кирмели
- Первомайский
- Собакино
- Старые Кирмели
- Степановка
- Танайцево

### Кайбицкий район
- Асиняково
- Бурцево
- Гордеевка
- Именли Кош
- Кобзево
- Лукино
- Малое Кобзево
- Новая Жизнь
- Озёрки
- Посёлок имени Микояна
- Просвет
- Семенцево
- Средняя Куланга
- Уланово
- Шайтанка
- Чистые Ключи

### Камско-Устьинский район
- Амикеево
- Динамо
- Заовражное
- Каратаево
- Казыево Ключищи
- Красное Тенишево
- Манситово
- Марс
- Русские Бишеляби
- Урал
- Чернышёвка (Чернышёво, Чурныш, Богодухово)
- Шаршаланы
- Эмикеево (Җәмәки)

### Кукморский район
- Алма-Ата
- Бакча-Сарай
- Малая Кня
- Таишево

### Лаишевский район
- Байчуга
- Большой Посёлок
- Бутягина
- Бызиловка (Базиловка)
- Венера
- Владимировка
- Епанчино (Япанча)
- Карташиха
- Макаровка
- Мансурово
- Матвеево
- Мысовский Починок
- Мысы Никольское
- Ново-Георгиевский
- Новое Якшино
- Паново
- Полубима
- Полярная Звезда
- Рагозино
- Русская Серда (Средняя Серда, Нижняя Серда)
- Русский Агайбаш
- Русский Янтык
- Саламыково
- Свобода
- Серебрячиха
- Среднее Якшино
- Средние Кармачи
- Средняк
- Старое Девятово
- Старое Якшино
- Степановка
- Степно-Тугаев хутор
- Стрюково
- Сухаревка
- Танеево
- Татарский Агайбаш
- Фомина хутор
- Чемерцы
- Чемодурово

### Лениногорский район
- Большая Фёдоровка
- Воскресенка
- Красный Луч
- Малаховка
- Моисеевка
- Урта-Чишма (тат.  Урта Чишмә )
- Шешминка
- Шуры-Елга (Шуръелга)

### Мамадышский район
- Анчутино
- Астан-Елга
- Бакырла
- Дубровка
- Зайни Поляны
- Игенче
- Красная Слобода
- Медный Завод
- Никольское
- Новая Сунь (тат.  Яңа Сөн)
- Отарное (Отарка)
- Татарстан
- Фёдоровка
- Чёрная Грива
- Шарманка
- Шеломский

### Менделеевский район
- Богатый Лог
- Верхний Котельничий
- Каменный Ключ (Ташлы)
- Комаровка
- Куяново
- Макарово
- Матвеевка
- Нижний Выселок
- Нижний Котельничий
- Новое Гришкино (тат.  Яңа Гришкино)
- Новое Кураково
- Новое Утяганово (тат.  Яңа Үтәгән)
- Нолинск
- Полянка
- Ущельский

### Мензелинский район
- Акимовка
- Весёлый
- Вольный Тимерган
- Вязовки
- Екатериновка
- Иванаевка
- Игим
- Илларионовка
- Имянли (Имәнле)
- Каракулы (Каракул)
- Карнышево
- Кожевка
- Кузлаковак
- Ленинизм
- Малый Ташлияр
- Миловка
- Нижний Суранчак
- Нижний Такирмен
- Нижняя Матвеевка
- Новая Жизнь (Яңа Тормыш)
- Новое Колесниково
- Новые Челны (Яңа Чаллы)
- Полеоновка
- Приволье
- Русский Ташлияр
- Сарсаз-Тралы
- Согласие
- Старая Тамбовка
- Старый Красный Бор
- Урмятка
- Шадрино
- Юминовка

### Муслюмовский район
- Воскресенка
- Донбасс
- Заря
- Ивановка
- Ирекле
- Кавзияк Тамак
- Кармановка
- Киршилы
- Колесниково
- Масгутово (Мәсгуть)
- Ново-Георгиевка (Новая Егорьевка)
- Новое Колтаково
- Покровка
- Рассвет
- Чайняково
- Шунак -Балтаево
- Ясная Поляна

### Нижнекамский район
- Алань
- Архиповка
- Атасский Кордон (тат. Атас Кордоны)
- Багряш-Лесничный
- Беляхча (тат. Биляхчи)
- Березовка
- Бея
- Буткаман
- Винокуренный Завод
- Зелёный Бор
- Казарино
- Калиновка
- Культурный (тат. Культуровка)
- Кушникова 1
- Кушникова 2
- Кушникова 3
- Кушниково-Мухино
- Кушниковские Выселки
- Михайловка
- Мишкино
- Новое Шакшино
- Ошинская
- Ошинский
- Пановка
- Первого Мая Посёлок (тат. Беренче Май Посёлогы)
- Петровск
- Польцо
- Поповский
- Пробудиловка
- Рыковка
- Сосновый
- Ссыпной Пункт
- Старое Минкино
- Чёрная Грива
- Южный

### Новошешминский район
- Аверьяново
- Вторые Лихачи
- Давыдовка
- Зелёный Луг
- Иванаевский
- Казачий Мост
- Кичуй Выселки
- Клинчуха
- Красновидово
- Красный Октябрь
- Новая Деревня
- Останцево
- Первые Лихачи
- Пещерка
- Поповых Угол
- Поташный
- Прутки
- Соколка
- Талейка
- Толстовка
- Труд-Крестьянина
- Труд-Прогресс
- Туганаш
- Тюбяк
- Фёдоровка
- Шемеля

### Нурлатский район
- Ака
- Алга
- Александровка
- Александровск
- Арханд Колодец
- Берлик I (тат. Берлек I)
- Берлик II (тат. Берлек II)
- Валдай
- Васильевка
- Верхний Нурлат (тат. Югары Нурлат)
- Владимировка
- Воскресенка
- Восход
- Вперёд к социализму (Татарстан)
- Высокий (тат. Югары)
- Гавриловка
- Галеевка (тат. Гали)
- Глуховский
- Заводский Угол
- Зелёный Дол
- Землеустроительный
- Калиновка
- Каменка
- Канаш
- Красноармейский (тат. Кызылармиячы)
- Красновский
- Курмыш (тат. Кормыш)
- Ленинский
- Мажаев
- Малая Бурейка
- Малый
- Мамыковский
- Масровка
- Матросов
- Меньчужка
- Механическая Мельница
- Многопольный
- Моинский
- Нижний Нурлат (тат. Түбән Норлат)
- Николаевка
- Новое Савиново (тат. Керемет)
- Островский
- Первомайский (тат. Беренче Май)
- Петропавловск
- Пойма
- Приютовка
- Пролетарий
- Пчёлника
- Рыбаковский
- Савиново
- Сафондеева
- Старый Нурлат
- Стёкольный
- Тарасиха (тат. Тарас)
- Тарн-Варн
- Труженик
- Уголок
- Утро Мусульман (тат. Мөселман Таңы)
- Чистовка

### Пестречинский район
- Андреевка
- Анненково
- Апакаево (Апакай)
- Атрячи (Әтрәч)
- Большие Кадыли
- Большой Селенгуш (Олы Селенгуш)
- Боршли
- Верхние Русские Казыли (Верхние Казыле) (Югары Казиле)
- Вишнёвка (Кабачище)
- Дубровка
- Елагино
- Елеоновка
- Жмахино
- Зайцево
- Зоринка
- Иваново
- Козловка
- Красный Дол
- Малые Дюртели
- Малые Кадыли
- Нижне-Белкино
- Новая Гремячка
- Ново-Гремячка
- Павловка
- Пашня
- Петровка
- Пильный Ключ
- Посёлок №2
- Приютово
- Свобода
- Сельцо-Заводское
- Скородумовка
- Сокморёво
- Тверетниковка
- Чернопенье
- Шемелка
- Щепинка
- Щиря

### Рыбно-Слободский район
- Авдеевка
- Безводное
- Борд Челны
- Брехово
- Брынка
- Григорьевка
- Калинина
- Новосёлки
- Новый Починок
- Русское Мордово
- Старый Ключ
- Сысово
- Тархановка
- Томас Починок
- Малая Осиновка
- Малое Некрасово
- Некрасово
- Троицкое Сельцо
- Тукай
- Хвостово

### Сабинский район
- Дубки
- Каен-Илга (Каен Елга)
- Кинербаш
- Нариман
- Новый Юлбаш
- Племрассадник
- Прожектор
- Салтыган Юм
- Свобода
- Юмгалак
- Янга-Аул (Яңа Авыл)

### Сармановский район
- Аюпово (Аюп)
- Багряш Кордон (Багрәш кордоны)
- Бикасаз
- Брюер
- Верхний Баткак (Югары Баткак)
- Горячевский Посёлок
- Дисуп
- Доггин
- Камыш-Тамак (Камышлы Тамак)
- Китысово (Китыс)
- Культура
- Малое Нуркеево (Кече Нурки)
- Новый Кашир (Яңа Кәшер)
- Родняковский
- Свободный Труд
- Спасский
- Сумароковск
- Талы-Илга (Таллы Елга)
- Таш-Чишма (Таш Чишмә)
- Тукмитево (Тукмәт)

### Спасский район
- Андреевский
- Арчиловка
- Богородский
- Большой Городок №2
- Буиновка
- Бурковский
- Владимировский
- Волховка
- Глуховский
- Горновка
- Городок
- Долгоруково
- Донцовский
- Дубровский
- Зеленковский
- Ирек (Средний Баран)
- Кзыл-Сука (Кызыл Сука)
- Культура
- Маклашеевка
- Малиновка
- Малый Александр
- Мещеровка
- Минеево
- Михайловка
- Нечаевка
- Никольское №1
- Никольское №2
- Новая Линия
- Новое Мордово
- Новославка
- Новославск №1
- Новославск №2
- Новотроицкий
- Павловский
- Пичкасы (Пичкас)
- Поповка 1-я
- Поповка 2-я
- Порфировка
- Пьяное
- Саконский
- Самбуровка
- Семёновка
- Сосипатровка
- Старообрядческий
- Старосельское
- Улемовка
- Хланеевка
- Христофоровка

### Тетюшский район
- Александровка
- Бизяевка
- Бурцево
- Городок
- Долиновка
- Зольные Горы
- Идель
- Красная Звезда
- Красные Дворики
- Красный Октябрь
- Ленина
- Людоговка
- Майский
- Малое Нечасово
- Мантово
- Первого Октября
- Первомайский
- Старое Сумароково
- Терентьевка
- Хулаш

### Тукаевский район
- Александровка
- Баланли (Баланлы)
- Батраково
- Боровецкое
- Верхние Бетьки
- Восходящая Заря
- Гарталовка
- Елизаветино
- Карабаш
- Красная Заря
- Красные Челны (Мысовые Челны, Чалнинский починок)
- Мартыш[3]
- Мироновка
- Мугез Елга (Мөгез-Елга)
- Муравей (Кырмыска)
- Никошновка
- Новое Абдулово (Яңа Абдул)
- Новые Гардали
- Орловка
- Самоскаково
- Сидоровка
- Ташчишма
- Травянка
- Шайтаново
- Шильнинский Завод
- Якшикуль (Яхшы Күл)

### Тюлячинский район
- Аннинка
- Аристовка
- Белогорка
- Богдановка
- Вахитова имени колхоз (Вахитов Колхозы)
- Верхние Ачи (Югары Ачы)
- Данауровка
- Игенче
- Куреньщик
- Малые Тюлязи (Кече Төләче)
- Покровка (Покровское, Гремячка, Рудановка)
- Сельцо-Завод
- Семёнов
- Урняк (Үрнәк)
- Шебулатова

### Черемшанский район
- Культура
- Братство
- Вагапово (Ваһап)
- Заря Братства
- Караси
- Красная Роща
- Линги
- Малая Поляна
- Медвежья Поляна
- Петровка
- Сафина, хутор (Сафа хуторы)
- Свобода
- Свободный Пахарь
- Серебряный Ключ
- Сотниково
- Софиевка
- Уляшкино
- Ясак

### Чистопольский район
- Адельшино 2
- Альфа
- Волынь
- Воскресенский
- Вотяково
- Елизаветино
- Заря Социализма
- Змиево-Новоселки
- Калиновский
- Кзыл Коллектив (Кызыл Коллектив)
- Крутая Гора
- Наумкина
- Новое Ромашкино (Яңа Ромаш)
- Перепутье №1
- Перепутье №2
- Предтечино
- Приютовка
- Русское Алкино
- Рябчиково
- Свердловский
- Токмакла
- Урал
- Фёдоровка
- Янаюл (Яңа Юл)
- Янга-Аул (Яңа Авыл)

### Ютазинский район
- Аптикаш
- Арслан
- Беловский
- Вдовино
- Верхнее Микулино
- Верхний Беловский
- Горбунова хутор
- Ермаковка  (Ярмак)
- Ишмуратово  (Ишморат)
- Кармалкувак  (Кармал-Куак)
- Кордон
- Красный Ик  (Кызыл Ык)
- Кулчан  (Колчан)
- Мулюково  (Мөлеков)
- Семёновка
- Чиклаук-Булак  (Чикләвек Бүләк)
- Юсина
- Яникуч  (Яңа Көч)